# Constant Thélu
Constant Thélu (28 juillet 1796 - 6 avril 1863), né et mort à Dunkerque (département du Nord), est un médecin et érudit français du XIXe siècle.

## Biographie
Constant Jacques Alexandre Thélu nait à Dunkerque le 28 janvier 1796 (8 pluviôse an IV, et non en juillet comme le dit Victor Derode). Il est déclaré à l'état-civil le lendemain. Le nouveau-né apparait en péril de mort imminente au point que son père n'a pu le présenter à l'officier d'état-civil mais que celui-ci a du se déplacer au domicile dunkerquois de ses parents pour constater sa naissance. Constant Thélu est le fils de Théodore Albert Augustin Alexandre Thélu, négociant, né à Frévent (département du Pas-de-Calais), marié à Marie Sophie Julie Lemaire, native de Dunkerque. Un des témoins, frère de Théodore Thélu, est également négociant.
Son père Théodore Albert Thélu est élu le 9 avril 1798 (24 germinal an VI), membre du Conseil des Cinq-Cents. Homme instruit, il était peintre amateur, et a pu donner à son fils le goût des études et de l'art. Il avait acheté pendant la Révolution française l'ancien couvent des Capucines de Bourbourg, mais le revendit en 1817 aux religieuses décidées à redresser le monastère.
En 1808, Constant entre au lycée impérial de Bruges (à l'époque, l'actuelle Belgique faisait partie de la France) et encore jeune se dirige vers une carrière médicale dans l'armée.
En 1813, Constant est aide-chirurgien et en tant que tel assiste aux dernières grandes batailles du Premier Empire.
En 1814, il fait ses débuts dans la médecine civile à l'hôpital Saint-Bernard d'Anvers, puis il va étudier la médecine à Bruxelles. Il reçoit cependant son diplôme en France.
Constant Thélu épouse Pétronille Victoire Debaeser le 7 mars 1818 à Bruxelles. L'acte retranscrit sur le registre d'état-civil de Dunkerque le 17 mars 1818 précise que l'époux est chirurgien, l'épouse est fille d'un marchand bruxellois.
Constant Thélu devient chirurgien aide-major en 1819. Retiré du service la même année, il est reçu officier de santé à Lille.
Le couple Thélu reste en Belgique jusqu'en 1819, puis Constant Thélu est médecin à Bourbourg jusqu'en 1830, date à laquelle il revient à Dunkerque.
Il montre une sensibilité avérée au bien public : outre les nombreuses fonctions médicales qu'il exerce, indiquées ci-dessous, il est pendant dix ans adjudant major de la garde nationale.
Lors de ses loisirs, Constant Thélu s'adonne au dessin à la plume, à l'aquarelle.
Son intérêt pour les arts l'amène à acquérir une toile de Mathieu Elias représentant la confrérie Saint-Sébastien (ghilde d'archers dunkerquois), avec, parmi plusieurs personnages, le poète dunkerquois, Michel de Swaen. L'achat a lieu lorsque la confrérie a été dissoute et ses biens vendus aux enchères en 1845. Le tableau a depuis changé de mains.
Il fait partie de la franc-maçonnerie à Dunkerque avant 1850. Comme plusieurs autres francs-maçons, il appartient à deux loges en même temps « La Trinité » et « La Vertu ». En 1852, il assure la tâche de secrétaire de la loge « La Trinité ». Le musée de Dunkerque conserve la « Croix de Templier » décernée par sa loge et reproduite par L. Lemaire. Lors des difficultés rencontrées par la franc-maçonnerie dunkerquoise à la moitié du XIXe siècle, avec nombre de ses collègues, il s'en détourne et forme le noyau de la première société savante dunkerquoise créée en 1851.
Constant Thélu meurt à Dunkerque le 6 avril 1863, à l'âge de 66 ans. Son décès est déclaré par son gendre, receveur des douanes. Un important cortège, dont de nombreux ouvriers et personnes aux revenus modestes, lui a rendu hommage lors de ses obsèques.
Il est inhumé dans le cimetière de Dunkerque, dans un tombeau d'apparence modeste regroupant plusieurs membres de la famille dont son père.

## Médecin
Médecin, Constant Thélu s'affirme en tant que farouche partisan et défenseur de la vaccination, (à l'époque, la variole est un fléau redoutable en particulier pour les enfants). Selon des notes qu'il tenait, en 40 ans, il a vacciné plus de 10 000 enfants.
Il s'illustre également en matière d'accouchements, où son expérience et sa dextérité amènent ses collègues à se l'adjoindre dans les cas difficiles : il prend des notes à propos de 3450 accouchements à Dunkerque.
Constant Thélu se distingue encore par les soins apportés aux malades du choléra qui sévit à Dunkerque en 1832, avec prolongation en 1833 et 1834, ainsi qu'en 1848-1849 et plus faiblement en 1854.
Il parle le flamand, ce qui lui permet d'établir des relations directes et confiantes avec de nombreux patients pauvres s'exprimant dans cette langue et ne pratiquant pas ou à peine le français.
Médecin de ville, Constant Thélu occupe, en sus, successivement et/ou en parallèle, de nombreuses fonctions : vaccinateur spécial de la ville et du canton, chirurgien adjoint de l'hôpital civil, chirurgien de la douane, chirurgien du dispensaire, médecin des médaillés de Sainte-Hélène, médecin des bureaux de bienfaisance de Rosendaël et de Coudekerque-Branche.

## Érudit
Constant Thélu devient membre de la « Société dunkerquoise pour l'encouragement des sciences, des lettres et des arts » en 1852, l'année suivant sa création. Il accepte en 1854 de devenir membre du bureau de la société en assumant la fonction de bibliothécaire.
En tant que bibliothécaire, il est amené à faire des comptes rendus sur des dons ou écrits reçus par la Société,.
À la même époque, il fait partie des membres fondateurs du Comité flamand de France créé en avril 1853. En juillet 1854, il accepte de nouveau de faire partie du bureau de la société en devenant le bibliothécaire-archiviste du comité.
Il mène ainsi pour le compte des deux sociétés savantes de Dunkerque, une activité continue de recueil, classement, rangement de leurs fonds et archives.
À l'occasion, il donne à l'une ou l'autre des sociétés, un ou des documents, recueilli ou acheté par lui, relatifs à l'histoire locale, destinés à enrichir leur bibliothèque,.
En outre, Constant Thélu s'intéresse à la numismatique et au fil des ans, se constitue un médailler de dix mille pièces classées et annotées.

## Œuvres
Nombre des travaux de Constant Thélu sont restés au stade de manuscrits sans être publiés. Néanmoins, quelques textes, documents rapports ont fait l'objet d'une édition, dans deux domaines : la médecine et la recherche historique. Ils ont parfois été remarqués jusque dans les revues des sociétés savantes au niveau national.

### Articles de médecine
- Articles parus dans le Journal de chirurgie du docteur Joseph-François Malgaigne, 1842, p. 137 et 188.
- « Cas curieux d'exomphale congéniale énorme suivie de guérison », dans le Journal de chirurgie et de médecine pratique, tome XV, p. 364, année 1844, lire en ligne.
- Rapport au comité de vaccine sur la petite vérole qui a régné à Dunkerque en 1831.
- Rapport sur la surveillance de la prostitution, adressé au conseil municipal de Dunkerque,1835[24].
- Note sur plusieurs cas d'hydrophobie observés à Dunkerque, dans Mémoire de la Société dunkerquoise, tome 1, 1853, p. 216-221., lire en ligne[8].

### Articles d'histoire
Les articles énoncés ci-dessous montrent l'intérêt porté par Constant Thélu à de nombreux sujets.
- « Notice sur les marais des Moëres, de 1615 à 1647 », dans Mémoire de la Société dunkerquoise pour l'encouragement des sciences, des lettres et des arts, Tome II, 1853[24],
- « Notes sur le carillon de Dunkerque », dans Annales du Comité flamand de France, Tome II, 1854. L'article est signalé dans la Revue des sociétés savantes de la France et de l'étranger, éditée par le ministère de l'Instruction publique en 1856 sous l'appréciation « monographie intéressante[25] »,
- « Notice sur les noms de baptême des Flamands de France, avec leurs correctifs et diminutifs» dans Annales du Comité flamand de France, Tome III, 1856[24],
- « Des représentations théâtrales chez les Flamands de France », dans Bulletin du Comité flamand de France, Tome I, 1857-1859[26],
- « Liste des chambres de rhétorique d'après M. Diegerick », dans Bulletin du Comité flamand de France, Tome I, 1857-1859[26],[27],
- « Promenade archéologique dans la ville de Dunkerque, avec dessins et copies d'inscriptions », dans Mémoire de la Société dunkerquoise pour l'encouragement des sciences, des lettres et des arts, Tome VI, 1858[24], plusieurs fois cité dans des comptes rendus de travaux au niveau national,
- Mémoire sur la Milice du Temple et sur les propriétés de l'Ordre des Templiers dans le pays flamand de France, manuscrit[8], « étendu » selon J.J. Carlier[24]. La « Milice du Temple » a été installée en 1819 dans la loge maçonnique dunkerquoise « La Trinité » et Constant Thélu a été reçu « chevalier templier » en 1849[28] sous le nom de Tancrède de Jérusalem[29]. Il s'agit donc d'un témoignage de première main sur les activités de la franc-maçonnerie à Dunkerque à l'époque. Louis Lemaire va l'exploiter pour étudier l'ancienne franc-maçonnerie de Dunkerque[30].

## Distinctions
Les travaux de Constant Thélu, en matière de vaccination notamment, son dévouement au service de la population, lui ont valu de nombreuses récompenses et distinctions.
En 1830, il reçoit une médaille d'honneur (médaille attribuée par le gouvernement en reconnaissance de services rendus) et en 1851, il est un des bénéficiaires du grand prix de 1500 francs accordé par le ministre de l'agriculture et du commerce, ayant alors en charge les questions de santé,.
Il bénéficie, par arrêté ministériel, de la remise d'une médaille d'argent pour son rôle actif en faveur de la vaccination en 1831 au titre de l'année 1829, en 1839 au titre de l'année 1837, (cette année là il est un des quatre principaux vaccinateurs du département), en 1849 au titre de l'année 1847, etc.
Un état officiel établi en 1848 rassemble les distinctions qu'il a reçues, pour services rendus, du gouvernement par arrêté ministériel ou préfectoral : trois primes, trois médailles de bronze, quinze médailles d'argent, deux médailles d'or et six rappels de médailles d'or.
Les soins apportés par Constant Thélu aux malades du choléra lui valent la reconnaissance de ses concitoyens.
En cette ville côtière, son dévouement est également apprécié : la « Société humaine de Dunkerque » lui accorde la médaille d'or grand modèle pour services éminents, notamment pour avoir sauvé la vie de neuf naufragés lors d'une nuit de tempête.